# Sophie Scholl
Sophia Magdalena "Sophie" Scholl (født 9. maj 1921, død 22. februar 1943) var sammen med broderen Hans Scholl medlem af den tyske modstandsgruppe Weiße Rose.
Hun var tysk student, og modstandsgruppen "Weiße Rose" var en illegal kristen gruppe, som trykte og uddelte tekster med opfordringer til det tyske folk om at gøre modstand mod det nationalsocialistiske regime.
I en alder af 21 år blev hun arresteret af Gestapo den 18. februar 1943, og den 22. februar 1943 blev hun dømt til døden i München for landsforræderisk fjendebegunstigelse, forberedelse til højforræderi og undergravelse af forsvarsviljen. Hun blev guillotineret samme dag sammen med broderen Hans Scholl og Christoph Probst i fængslet Justizvollzugsanstalt Stadelheim.

## Baggrund
Sophie Scholl var datter af Magdalena (1881-1958) og Robert Scholl (1891-1973). Moderen var diakonissesøster og faderen jurist, liberal borgmester i Forchtenberg og senere overborgmester i Ulm. Hun havde fire søskende, og hjemmet var kristelig-humanistisk præget. Familien Scholl var protestantisk.
Søskendeflokken bestod af:
- Inge Aicher-Scholl (1917–1998)
- Hans Scholl (1918–1943)
- Elisabeth Hartnagel (1920-2020)
- Sophie (1921–1943)
- Werner Scholl (født 1922, meldt savnet på Østfronten i 1944)

Den ældste søster, Inge, skrev efter krigen flere bøger om Weiße Rose. Den anden søster i rækken, Elisabeth, giftede sig med Sophies forlovede, Fritz Hartnagel.

## Politisk engagement
Sophie Scholl troede først på nationalsocialisternes samfundsidealer, blev medlem af ungpigeorganisationen BDM (Bund Deutscher Mädel) som tolvårig og efter kort tid i BDM udnævnt til leder. Hun ændrede efterhånden holdning, påvirket af faderens, vennernes og enkelte læreres regimekritiske meninger.
For at undgå rigsarbejdstjenesten, som var et krav for at studere ved universitetet, påbegyndte hun i 1940 en uddannelse som småbørnspædagog; alligevel blev hun tvangsudskrevet og fik forlænget den med krigshjælpetjeneste. Hendes oplevelser og indtryk forstærkede hendes modstand mod det nazistiske regime.
I maj 1942 begyndte hun at studere biologi og filosofi ved Ludwig-Maximilians-Universitetet i München – ingen selvfølge i et land, hvor den tilladte kvote af kvindelige studenter var sat ned til ti procent af en årgang.  Kursene var bl.a.: Fødsel, ægteskab og død: Racens rolle i folkekarakteren med lysbilleder; regressive folk, primitive racer, gamle kulturer med lysbilleder; og Krigens sociologi åbent for almenheden. 
I sommerferien samme år udførte hun arbejdstjeneste ved jernværket i Ulm. De fleste, der arbejdede der, var kvindelige russiske slavearbejdere, som arbejdede 70 timer om ugen (tyskerne slap med 60 timer i ugen). De boede i barakker bag pigtråd ved fabrikken og overlevede på den knapt tildelte ration af suppe. Sophie stak lidt brød til dem og prøvede sig frem med russiske brokker. Samtidigt blev faderen fængslet, fordi han havde udtalt, at Hitler var "en svøbe for menneskeheden" – og angivet til Gestapo af sin sekretær
Det var et chok for familien Scholl, som havde anset hende for en ven. Han blev umiddelbart hentet til afhør, men sat fri igen for en tid, fordi hans konsulentfirma var involveret i et større projekt for Ulm kommunes økonomiafdeling.  Familien fik lov til at sende ham et brev hver 14. dag, og han kunne svare en gang om måneden. Nogle aftener gik Sophie til fængslet og stillede sig så tæt som hun turde og spillede på sin fløjte Die Gedanken sind frei (= Tankerne er frie) der var forbudt under revolutionen i 1848 og igen i Det 3. Rige. 
Efter at have afsonet to af de fire måneder han var idømt, blev hendes far løsladt uden nogen forklaring, med forbud mod at praktisere jura. Samtidigt var Sophie færdig med sine otte ugers arbejdstjeneste.  Først havde hendes broder Hans søgt at holde hende uden for det illegale arbejde i "Weiße Rose", men hun insisterede på at deltage. Fra først på sommeren deltog hun i produktion og uddeling af Weiße Roses pamfletter.
Den 18. februar 1943 blev hun arresteret, mens hun delte dem ud på universitetet i München. Hun og broderen Hans blev opdaget af pedellen og indbragt til Gestapo i München, hvor Sophie Scholl blev forhørt af kriminaloversekretær Robert Mohr. Hun benægtede først alt, men efter at broderen tilstod, valgte hun også at tilstå. For at beskytte vennerne påtog de sig i første omgang hele ansvaret. Den 22. februar 1943 blev Sophie, broderen Hans og vennen Christoph Probst dømt til døden af Folkedomstolen i München. Folkedomstolens berygtede præsident Roland Freisler var ekstraordinært hentet fra Berlin til München for at lede retssagen, som idømte hende dødsstraf.
Samme dag som dommen faldt, blev hun henrettet med guillotine i fængslet München-Stadelheim af bøddelen Johann Reichhart under opsyn af lederen for henrettelsesafdelingen ved landretten i München, førstestatsadvokat Walter Roemer. Til stede var også Roemers assistent, en præst, en læge og tre bøddelassistenter. Hun er begravet på gravlunden på Perlacher Forst ved Stadelheim-fængslet.

## Eftermæle
Hans og Sophie Scholl var længe de eneste ikke-kommunistiske oppositionelle fra nazi-tiden, der blev hædret af myndighederne i DDR.
Instituttet for statsvidenskab ved Ludwig-Maximilians-Universität München har fået navnet Geschwister-Scholl-Institut efter dem. Et stort antal pladser og gader har fået navn efter de to sammen eller enkeltvis. Også Christoph Probst har fået en gade opkaldt efter sig i München. Der findes også flere skoler, der er opkaldt efter de to søskende.
Den 22. februar 2003 60 år efter Sophie Scholls død blev hun æret med en buste i Walhalla-templet i Donaustauf i det nordøstlige Bayern, som er et mindested for historiske tyske personligheder. Bayerns ministerpræsident Edmund Stoiber ærede hende ved en officiel fest i München som et symbol for hele verden for samvittighedens opstand mod den nationalsocialistiske uretfærdighed.
I 2000 stemte læserne af damebladet Birgitte for Sophies førsteplads blandt 1900-tallets mest betydningsfulde kvinder. I en meningsmåling udført af TV-kanalen ZDF i 2005 blev Sophie og Hans Scholl kåret til de fjerde vigtigste tyskere gennem tiderne, foran Goethe og Bach. Blandt unge seere havnede de på førstepladsen. 

### Film
Sophie Scholl er portrætteret i tre film. Lena Stolze spillede Sophie Scholl både i Michael Verhoevens film Die weiße Rose og Percy Adlons film Fünf letzte Tage, begge fra 1981. I februar 2005 kom filmen Sophie Scholl - De sidste dage, hvor Julia Jentsch spiller Scholl. Den er baseret på detaljerede og historisk korrekte dokumenter fra afhøringen af hende.